# Grießlaine
Die Grießlaine ist ein rechter Zufluss der Eschenlaine bei Eschenlohe.

## Geographie

### Verlauf
Die Grießlaine entsteht am Westhang des 1791 m ü. NHN hohen Heimgarten bei der Heimgartenhütte unbeständig auf bis etwa 1727 m ü. NHN und fließt südwest- bis südwärts in einem Grabensystem, bevor sie von rechts in die Erzlaine mündet. Im dortigen Tal kann sie über eine Furt gequert werden. Die Gemeindegrenze zwischen Kochel am See und Eschenlohe folgt teilweise dem Lauf der Grießlaine.

### Zuflüsse
Von der Quelle zur Mündung. Auswahl.
- Griesberg-Scharfgraben, von links auf etwa 1156 m ü. NHN entlang der Gemeindegrenze von Ohlstadt zu Kochel am See, die danach rechtsseits der Grießlaine folgt
- Scharfer Graben, von links auf etwa 1124 m ü. NHN
- Erzlaine, von rechts auf etwa 901 m ü. NHN auf der Gemeindegrenze von Kochel am See zu Eschenlohe, die danach in der Grießlaine verläuft

## Trivia
In der Grießlaine wurde im Jahr 2015 eine vermisste Bergwanderung gefunden, die dort verunglückt war.